# Lavoro accessorio

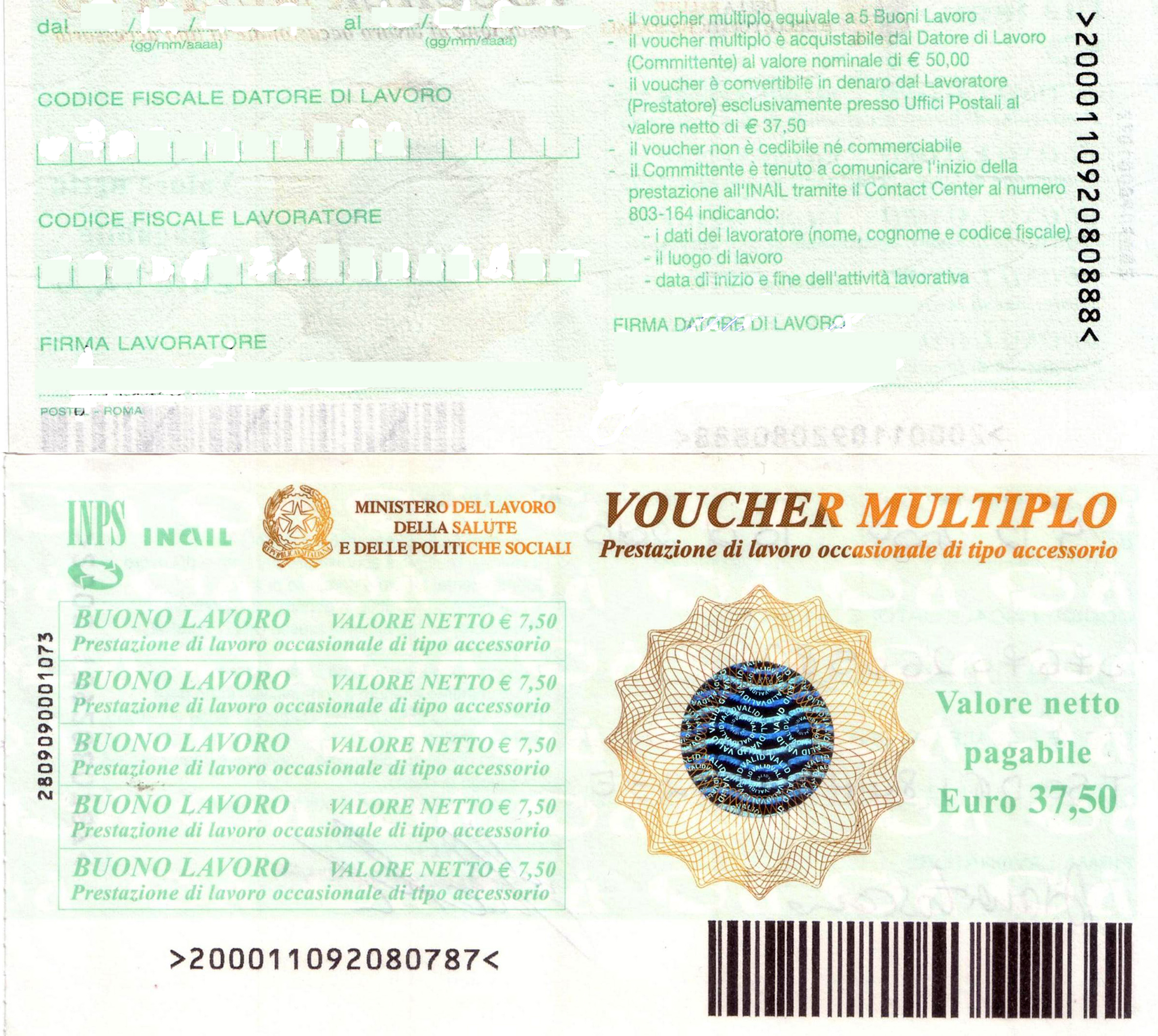
Esempio di voucher multiplo del valore di 37,50€ (pari a 5 buoni lavoro)

Il lavoro accessorio, identificato anche come lavoro occasionale accessorio, è stato una particolare tipologia contrattuale del diritto del lavoro italiano che è stata introdotta in Italia dal il decreto legislativo 10 settembre 2003, n. 276 (emanato in attuazione della delega contenuta nella cosiddetta legge Biagi) al fine di regolare, dal punto di vista previdenziale e infortunistico, delle prestazioni d'opera che, per la loro natura occasionale e accessoria, tendevano a essere sottratte a ogni forma di tutela.
Nato con l'intento di favorire l'emersione di particolari sacche occupazionali che sfuggivano all'imposizione fiscale e contributiva, lo strumento ha subito nel tempo un'evoluzione che ne ha ampliato di molto la portata e i limiti di applicabilità. Le caratteristiche intrinseche del sistema, tuttavia, ne hanno favorito una larga diffusione anche al di fuori degli ambiti più consoni e naturali, facendolo diventare strumento di un vasto fenomeno sociale di elusione ed evasione delle norme fiscali e previdenziali.
Questa forma di lavoro è anche chiamata con varie denominazioni a-tecniche, tra le quali vi è quella di lavoro a voucher, con riferimento ai buoni lavoro usati per la sua remunerazione.
Secondo l'interpretazione datane dalla prassi ministeriale, il legislatore ha inteso ricomprendervi e regolare tutte quelle prestazioni non riconducibili alle fattispecie civilistiche tipiche del lavoro subordinato o autonomo, che si caratterizzano per i due elementi del limite economico ai compensi e per la forma di pagamento attraverso voucher.
Il lavoro accessorio, nella modalità occasionale, è stato abrogato dal Decreto Legge n. 25/2017 e reintrodotto con il DL 50/2017 Art. 54 bis sotto forma di Libretto Famiglia.
Il lavoro occasionale accessorio non ha niente a che vedere con il contratto di collaborazione occasionale anch'esso abrogato e poi reintrodotto sotto forma di contratto di prestazione occasionale sempre con il DL 50/2017 Art. 54 bis.

## Evoluzione normativa

### Formulazione iniziale prevista dalla Legge Biagi
Nella sua forma originale del 2003 e nelle successive modifiche introdotte dalla legge vi era una elencazione di fattispecie che potevano dar luogo al lavoro accessorio. La caratteristica comune di queste attività lavorative accessorie sono l'occasionalità (concetto da non confondere con "temporaneità") e, di conseguenza, il loro essere contrattate spesso informalmente e l'essere pagate "in nero", non di rado su richiesta o comunque con l'assenso del prestatore.
Le fattispecie ammissibili erano le seguenti:
- lavori domestici (pulizie e faccende di casa, facchinaggio, colf e badanti, manutenzione giardino, ecc.);
- lavori di giardinaggio, pulizia e manutenzione di edifici e monumenti, anche nel caso in cui il committente fosse un ente locale;
- insegnamento privato supplementare (cosiddette lezioni private);
- remunerazione di lavori svolti da giovani che non hanno compiuto i 25 anni, regolarmente iscritti presso un istituto scolastico di ogni ordine e grado, utilizzati a prestare attività accessoria in qualsiasi settore produttivo, compresi gli enti locali, le scuole e le università, in modo compatibile con gli impegni scolastici (quindi, nei fine settimana, durante i periodi di vacanza, ecc.);
- soggetti al di sopra della soglia d'età dei 25, anni regolarmente iscritti a un ciclo di studi presso l'università, per i quali la prestazione poteva essere utilizzata in qualunque periodo dell'anno;
- attività agricole di carattere stagionale, effettuate da pensionati, casalinghe, e studenti con meno di 25 anni;
- per il lavoro prestato nelle imprese familiari;
- per la consegna porta a porta e della vendita ambulante di stampa quotidiana e periodica;
- da pensionati in qualsiasi settore produttivo, anche nell'ambito degli enti locali;
- nei maneggi di cavalli e nelle scuderie;

Il limite per il compenso del singolo lavoratore, previsto per tutti i prestatori di lavoro accessorio, è di 5.000 euro per ogni committente nell'anno solare.
La disciplina viene estesa agli enti pubblici locali e alle pubbliche amministrazioni, nel rispetto dei limiti delle spese di personale e dal patto di stabilità interno.

### Riforma del 2012
A partire dall'entrata in vigore della legge di riforma Fornero (legge 28 giugno 2012, n. 92) l'elemento principale per la possibilità di considerare un lavoro come accessorio è che i corrispettivi nell'anno solare non superino i 5.000 euro netti rivalutati annualmente sulla base dell'indice ISTAT, nel 2014 questo limite è 5.050 euro.
Il ricorso a prestazioni occasionali di lavoro accessorio non prevede alcuna forma scritta o comunicazione preventiva a Centri per l'impiego e non incide sullo status soggettivo di disoccupato.
Il pagamento del corrispettivo è previsto con la consegna ai lavoratori dei buoni lavoro acquistati dai datori di lavoro (committenti) presso l'INPS, in via telematica, o, presso qualsiasi sede, per i buoni cartacei. Sull'importo degli stessi vengono versati i contributi INPS e INAIL e i compensi sono esenti da imposizione fiscale.
I settori nei quali la tipologia del lavoro accessorio è resa possibile sono: agricoltura, commercio, turismo, ristorazione, intrattenimento, oltre allo storico ambito domestico.

### Riforma del 2015
Con l'entrata in vigore di alcuni decreti (d.lgs. N. 81 del 15 giugno 2015) del Jobs Act il lavoro accessorio mediante voucher ha avuto altre importanti modifiche. Tra le altre: innalzamento degli importi annui percepibili, possibilità di multi committenza, liberalizzazione di utilizzo a tutti i settori, eliminazione del vincolo dell'occasionalità, ecc.
Tra le novità introdotte dalla riforma vi era anche (art. 49, comma 3) la previsione di un obbligo di comunicazione preventiva di inizio prestazione da inviare per via telematica alle Direzioni territoriali del lavoro competenti per territorio. Tale norma introduceva la l'obbligo di rendere tracciabili le singole prestazioni accessorie, in tempo reale, mediante l'uso di strumenti e tecnologie di trasmissione telematica di dati, quale misura intesa dal legislatore in funzione di contrasto a pratiche elusive. 
La norma, in un primo momento, era rimasta priva di effettività applicativa: invece, da ottobre 2016, per utilizzare il lavoro accessorio occorreva inviare un SMS o una mail all'Inps, onde attivarli entro 60 minuti prima della prestazione.

### Correttivi del 2016
Rimasta senza effetti la riforma del 2015, nel giugno 2016 il legislatore delegato è intervenuto di nuovo con un decreto legislativo correttivo del Jobs Act, con cui si introducevano alcune modifiche sulla procedura di utilizzo del voucher, volte a ridurre gli abusi. In particolare, il decreto legislativo prevedeva che la rintracciabilità dei dati dei prestatori e delle prestazioni avvenisse mediante l'obbligo di comunicare, con cadenza quotidiana (settimanale per il solo settore agricoltura) e almeno 60 minuti prima dell'inizio della prestazione giornaliera. Tuttavia, la circolare applicativa (la prima mai pubblicata dal neonato Ispettorato nazionale del lavoro), implementava l'obbligo di comunicazione attraverso una procedura di invio di un messaggio di posta elettronica ordinaria (non certificata) con dati in formato libero e non strutturato, un sistema di comunicazione non in grado di garantire l'identità del mittente, né capace di fornire certezza sull'invio, sulla consegna e sull'integrità dei dati, né in grado di alimentare una base di dati a cui possano attingere gli enti assicuratori e il personale preposto alla vigilanza sull'osservanza delle norme in materia di lavoro, infortuni e previdenza.

## Abusi e condotte elusive
La tipologia del lavoro accessorio remunerato attraverso buoni lavoro è stata introdotta nell'ordinamento italiano con l'intento di mettere a disposizione del mercato del lavoro uno strumento flessibile in grado di far emergere dall'ambito del lavoro nero quelle forme di occupazione saltuaria, o di secondo e terzo lavoro, per le quali sarebbe stato oneroso o difficoltoso dover ricorrere agli strumenti tradizionali per la stipula e l'intrattenimento di un rapporto di lavoro (stipula di contratti in forma scritta, eventuali visite mediche preventive, predisposizione di misure per la sicurezza, comunicazioni ai centri per l'impiego e ad altri servizi pubblici, registrazione delle presenze, scritturazione del libro unico del lavoro, predisposizione dei cedolini paga, aggiornamento delle retribuzioni in base alle evoluzioni del CCNL di settore, comunicazioni di cessazione, ecc.). L'evoluzione riscontratasi della pratica, tuttavia, ha messo in luce un vasto fenomeno sociale di utilizzo irregolare.

### Profili di irregolarità
I fenomeni di irregolarità sono dovuti alla specifica natura dello strumento, che, per la sua flessibilità, si presta a un'agevole messa in atto di condotte improprie tese a ricondurre, nell'ambito della tipologia flessibile del voucher, rapporti veri e propri di lavoro, di ben altro tipo, eludendo la normativa obbligatoria in materia di diritto del lavoro e della previdenza sociale e quella della contrattazione collettiva  a tutela del rapporto di lavoro. Nella pratica, infatti, se ne segnala il frequentissimo utilizzo per fornire una apparenza di regolarità a rapporti di lavoro di notevole intensità lavorativa, o di notevole continuità della prestazione, non compatibili con i limiti di remunerazione tramite buoni lavoro. In tali casi, infatti, il buono lavoro viene usato, in modo irregolare, come schermo di regolarità per coprire una prestazione di lavoro intrattenuta quasi interamente in nero, attraverso l'occasionale remunerazione mediante cessione di un voucher, annullando quasi ogni rischio di incorrere in sanzioni. La semplice attivazione del meccanismo dei voucher nei confronti del lavoratore farà in modo che, nell'eventualità di un infortunio sul lavoro, o di un accesso ispettivo da parte dei servizi di vigilanza dell'INPS, dell'INAIL, e delle Direzioni territoriali del Ministero del lavoro e delle politiche sociali, sia sufficiente la mera esibizione dei buoni acquistati, ancorché non corrisposti, perché la presenza e l'inserimento del lavoratore in azienda non possa essere considerata irregolare né dar luogo a contestazioni. In tali casi, infatti, è arduo, per i servizi ispettivi, in fase di controllo, adempiere all'onere della prova circa l'esistenza di prestazioni lavorative ulteriori rispetto a quelle effettivamente remunerate con la cessione di un voucher, dal momento che l'effettuazione della singola prestazione (a differenza di quanto accade con il lavoro intermittente) non richiede alcun adempimento di registrazione o comunicazione, né in via preventiva né successiva.

#### Criticità della remunerazione oraria
Un altro profilo di criticità riguarda l'ammontare della remunerazione oraria nel lavoro accessorio. Il taglio fisso dei buoni lavoro rappresenta il livello minima il valore di remunerazione resa possibile dal sistema. Tuttavia, le norme di legge e regolamentari non stabiliscono una soglia minima di prestazione oraria a cui ancorare la corresponsione di un singolo buono, fatta eccezione per il settore agricolo. In questo modo, la normativa lascia aperta la possibilità che un solo buono possa essere utilizzato per remunerare più ore di lavoro, facendo scendere la retribuzione oraria a livelli molto bassi. Al fine di contrastare tale abuso, impedendo forme di "negoziazione" e "svalutazione" della prestazione oraria, la legge di riforma Fornero (L. 28 giugno 2012, n. 92), era intervenuta a regolarne l'utilizzo prevedendo l'emissione di un atto regolamentare che fissasse i valori minimi del compenso orario per ciascuna categoria. A tale previsione, tuttavia, è seguita l'inerzia del Ministero che non ha emanato il decreto per colmare la riserva regolamentare: ne risulta che, con la sola eccezione del settore agricolo, rimane impregiudicata la discrezionalità delle parti nel quantificare la remunerazione oraria tramite buoni lavoro.

## Abrogazione e reintroduzione
Il lavoro occasionale accessorio è stato abolito dal Decreto Legge n. 25/2017, il quale consente solamente l'utilizzo dei voucher già acquistati prima dell'entrata in vigore del decreto stesso entro la data del 31 dicembre 2017.
L'abrogazione ha impedito lo svolgimento di un referendum sulla materia, promosso dalla CGIL e da tenersi entro il mese di giugno 2017. Tuttavia, a seguito di una iniziativa parlamentare del Partito Democratico, i voucher sono stati reintrodotti nel luglio 2017, seppur riformati rispetto alla precedente normativa.